# Ana Enriqueta Terán
Pour les articles homonymes, voir Terán.
Ana Enriqueta Terán est une poétesse vénézuélienne, née à Valera le 4 mai 1918 et morte à Valencia le 18 décembre 2017. 
Elle est l'une des écrivains les plus importantes de la poésie vénézuélienne, surtout à cause de son usage du mot[Quoi ?]. Elle a écrit pour diverses publications et toute son œuvre se trouve dans le livre Casa de hablas (1991).

## Publications
- Al norte de la sangre (1946)
- Presencia terrena (1949)
- Verdor secreto (1949)
- De bosque a bosque (1970)
- El libro de los oficios (1975)
- Libro de Jajó (1980-1987)
- Casa de hablas (1991)
- Alabatros (1992)
- Música con pie de salmo (1985)
- Antología poética (2005)
- Construcciones sobre basamentos de niebla, Éditeurs Monte Ávila, 2006
- Piedra de habla  (2014), Bibliothèque Ayacucho[2].